# Niphetogryllacris dravida
Niphetogryllacris dravida is een rechtvleugelig insect uit de familie Gryllacrididae. De wetenschappelijke naam van deze soort werd voor het eerst geldig gepubliceerd in 1929 door Heinrich Hugo Karny.